# タアラブ
タアラブ、あるいはターアラブ (Taarab,Tarabu) は、ザンジバル（現在のタンザニア連合共和国）で生まれ、東アフリカスワヒリ文化圏一帯で流行する音楽のジャンルである。
スワヒリ語の歌詞からなる歌はしばしば結婚式や祭礼などで歌われ、一般的にはダンスを伴わず専ら聴くことに専念する音楽である。

## 歴史
ザンジバル・スルターン国のバルガッシュ・ビン・サイード（在位:1870年 - 1888年）は、エジプトのカイロから音楽家を招聘し、ザンジバル独自の楽団の育成を委ねた。アラブ音楽の導入から生まれたタアラブはザンジバルの宮廷音楽となり、1905年にザンジバル初の楽団ナディ・アフワン・アル＝サファーが誕生した。
このようにして誕生したタアラブは、当初はアラブ系の男性が主導する宮廷音楽だったが、ザンジバル農村部出身の壺売りだった女性歌手シティ・ビンティ・サアド（1880年頃 - 1950年）の活動により、20世紀前半中に大衆音楽化し、東アフリカ沿岸のスワヒリ文化圏の人々に広く親しまれるようになった。

## 主なミュージシャン
- シティ・ビンティ・サアド - ザンジバル出身
- アシャ・アブドゥ - ソマリア出身
- マウリド・モハメッド